# Boku Doraemon
Boku Doraemon (ぼくドラえもん? lett. "Io sono Doraemon") è un brano musicale legato alla serie animata Doraemon.
Il brano, scritto da Fujiko Fujio e arrangiato da Shunsuke Kikuchi, è cantato dalla doppiatrice di Doraemon, Nobuyo Oyama, accompagnata dal coro Koorogi '73.

## Trasmissione

### Giappone

#### Anime 1979
Il brano appare sia come sigla di chiusura della serie animata del 1979 di Doraemon, sia in alcuni film correlati alla serie. Lo troviamo infatti sia in Doraemon nel paese preistorico, come sigla d'apertura, sia in 2112-nen Doraemon tanjō, in qualità di sigla di chiusura. La canzone appare inoltre in Doraemon: Nobita to fushigi kaze tsukai.

#### Album musicali
Il brano è stato inserito in vari album musicali di Doraemon, fra cui Terebi anime 30 shūnen kinen - Doraemon terebi shudaika taizenshū (2009), Doraemon Twin Best (2011), Eiga Doraemon shudaika taizenshū (2015).

### Italia
In Italia, il brano è stato adattato e tradotto in italiano da Franco Migliacci, come sigla di chiusura dell'edizione storica Rai della serie. Il brano, cantato dal coro I nostri figli di Nora Orlandi, si intitola La canzone di Doraemon.